# 急进党
急进党是马来亚联合邦的一个已不存在的政党。
1951年6月19日，槟城官委议员林苍佑召集一群英语教育背景的专业人士，为参与1951年12月槟城乔治市的市议会选举而成立槟城急进党，林注旺任党主席。结果该党参选9席胜了6席，但不能执政，因另6名市议员是由总督委任的。1953年党大会上林苍佑接任党主席。
1954年6月27日，林苍佑将槟城急进党改名为急进党及以个人名义加入马华公会，并在隔年首次赢得选举，成为槟州立法议会的议员之一。同时，林苍祐坚持不担任党主席，迫使党员不得不选出美农医生为党主席。同年选举前，急进党决定加入槟州联盟，其华裔党员也以个人身份加入马华。
此后，林苍佑逐渐疏远急进党，专注于马华公会的职务。1955年马来亚大选中，反对急进党加入联盟的派系推出黄绣娘对阵林苍佑，但最终败选。
1959年，急进党退出联盟，在1959年马来亚大选中与联盟对阵，但一无所获。此后该党逐渐消亡，在1966年被社团注册局注册注册。